# MacGyver (seriál, 2016)
MacGyver je americký akční seriál, vysílaný stanicí CBS od 23. září 2016. Jeho tvůrcem je Peter M. Lenkov. Jedná se o reboot stejnojmenného seriálu, který byl vysílán v letech 1985–1992. 23. března 2017 stanice objednala druhou řadu, která měla premiéru 29. září 2017. Dne 18. dubna 2018 byla stanicí CBS objednána třetí řadu, jež měla premiéru 28. září 2018.
Dne 9. května 2019 se dočkala objednání čtvrtá řada, ta měla premiéru dne 7. února 2020 Pátá řada byla objednána v květnu roku 2020 a měla premiéru dne 4. prosince 2020.

## Příběh
Angus „Mac“ MacGyver pracuje pro tajnou organizaci americké vlády, ve které využívá svůj neuvěřitelný talent k řešení problémů a svoji znalost v oblasti vědy k zachraňování životů.

## Obsazení

### Hlavní role
- Lucas Till jako Angus „Mac“ MacGyver
- George Eads jako Jack Dalton
- Sandrine Holt jako Patricia Thornton
- Tristin Mays jako Riley Davis
- Justin Hires jako Wilt Bozer
- Meredith Eaton jako Matilda Webber
- Isabel Lucas jako Samantha Cage (2. řada)
- Levy Tran jako Desiree „Desi“ Nguyen (od 4. řady, 3. řada vedlejší role)
- Henry Ian Cusick jako Russell Taylor (od 4. řady)

### Vedlejší role
- Tracy Spiridakos jako Nikki Carpenter
- Amy Acker jako Sarah Adler
- David Dastlmalchian jako Murdoc
- Aina Dumlao jako Andie Lee
- Kate Bond jako Jill Morgan
- Lauren Vélez jako Cassandra Glover
- Reign Edwards jako Leanna Martin
- William Baldwin jako Elwood Davies
- Lance Gross jako Billy Colton
- Tate Donovan jako James MacGyver
- Sibongile Mlambo jako Nasha (od 3. řady)
- Brendan Hines jako Ethan Raines (od 3. řady)
- Leonardo Nam jako Aubrey (od 4. řady)
- Amber Skye Noyes jako Scarlett (od 4. řady)
- Jeri Ryan jako Gwendolyn Hayes (od 4. řady)

#### Ze seriáluHawaii 5-0
- Daniel Dae Kim jako detektiv Chin Ho Kelly
- Grace Park jako strážník Kono Kalakaua
- Taylor Wily jako Kamekona Tuuola

## Vysílání
| Řada | Díly | Premiéra v USA   | Premiéra v USA  |
| Řada | Díly | První díl        | Poslední díl    |
| ---- | ---- | ---------------- | --------------- |
| 1    | 21   | 23. září 2016    | 14. dubna 2017  |
| 2    | 23   | 29. září 2017    | 4. května 2018  |
| 3    | 22   | 28. září 2018    | 10. května 2019 |
| 4    | 13   | 7. února 2020    | 8. května 2020  |
| 5    | 15   | 4. prosince 2020 | 30. dubna 2021  |

### Crossover
Dne 3. února 2017 stanice CBS oznámila, že seriál MacGyver bude mít crossoverový díl se seriálem Hawaii 5-0. Speciální díl „Flashlight“ se vysílal dne 10. března 2017.

## Produkce

### Vývoj
V květnu 2016 stanice CBS vybrala seriál do své vysílací sezony. Dne 18. května 2016 byl vydán první trailer. 17. října 2016 stanice objednala 21 dílů první řady. 23. března 2017 stanice objednala druhou řadu, která měla premiéru 29. září 2017. Dne 18. dubna 2018 byla stanicí objednána třetí řada, jež měla premiéru 28. září 2018.
Dne 9. května 2019 bylo stanicí CBS oznámeno, že seriál získá čtvrtou řadu.